# Випсания (съпруга на Хатерий)
Вижте пояснителната страница за други личности с името Випсания.
Випсания (на латински: Vipsania), понякога наричана Випсания Атика е римска благородничка, вероятно дъщеря на римския генерал и държавник Марк Агрипа и съпругата му Цецилия Атика.

## Биография
Випсания вероятно е родена между 36 и 28 пр.н.е. Тя е съпруга на Квинт Хатерий. Випсания не се споменава директно в оцелелите древноримски източници, но за съществуването ѝ може да се заключи от името на синът ѝ Децим Хатерий Агрипа и неговата възраст.
Често се смята, че Випсания е дъщеря на Клавдия Марцела Старша, но историкът Роналд Сайм отхвърля тази теория, като посочва, че Децим Агрипа е твърде стар за да бъде син на една от дъщерите на Марцела, следователно Випсания би трябвало да е родена от Цецилия Атика, първата съпруга на Марк Агрипа. Сайм също посочва, че е много малко вероятно човек със статуса на Хатерий, да има честта да се ожени за праплеменница на император Август.
Има историци които вярват, че съпругата на Хатерий не е Випсания Атика, а сестрата на Марк Агрипа – Випсания Пола.
Има известни разногласия относно това дали Випсания е била по-възрастна или по-млада от сестра си Випсания Агрипина. Ако беше по-възрастна, тогава пълното ѝ име вероятно щеше да е Випсания Агрипина Старша, а ако беше по-млада, Випсания Агрипина Младша. Освен родната ѝ сестра, тя има няколко полубратя и полусестри: Випсания Марцела и Випсания Марцела Младша от втория брак на баща ѝ с Клавдия Марцела, както и Гай Цезар, Юлия Младша, Луций Цезар, Агрипина Стара и Агрипа Постум от третия брак на баща ѝ с Юлия.
Съпругът ѝ Хатерий е много по-възрастен от нея и е homo novus, което значи че той е първият човек от своето семейство издигнал се до поста консул. Техният син вероятно е роден около 13 пр.н.е. След този брак, ще минат още 50 години преди друг homo novus да сключи брак с член на Юлиево-Клавдиевата династия.

## Наследство
Възможно е Випсания и Квинт Хатерий да са изобразени на олтара Ara Pacis.

## Забележки
1. ↑  за да се различава от сестра ѝ Випсания Агрипина

### Цитирана литература

#### Класически автори
- Светоний. „Животът на Август“ //   Loeb Classical Library, 1913. (на английски)

#### Модерни автори
- Syme, Sir Ronald. The Augustan Aristocracy.   Clarendon Press, 1989. ISBN 0198147317. (на английски)
- Stern, Gaius. Women, Children, and Senators on the Ara Pacis Augustae: A Study of Augustus' Vision of a New World Order in 13 BC.   University of California, Berkeley, 2006. (на английски)
- Таривердиева, Сабина. Децим Гатерий Агриппа (консул 22 г.н.э.): происхождение и родство с императорским домом //   № 1.   в-к „Древней Истории“, 2014. с. 88 – 101. (на руски)
- Chisholm, Hugh. Encyclopædia Britannica: Agrippa, Marcus Vipsanius. Т. 1, A to Androphagi, Elevent Edition.   New York, Cambridge University Press, 1910. (на английски)